# Dér András (fizikus)
Dér András (Szeged, 1957. szeptember 26. –) okleveles fizikus, biofizikus. A Magyar Kutatási Hálózat Szegedi Biológiai Kutatóközpont Biofizikai Intézetének tudományos tanácsadója, az intézet Bionanotudomány kutatóegységének, és ezen belül Biomolekuláris Elektronika kutatócsoportjának vezetője. Szűkebb szakterülete a biofizika és a bioelektronika.

## Életútja
Édesapja Dér Endre József Attila-díjas író. 1975-ben érettségizett a szegedi Radnóti Miklós Gimnáziumban. Fizikusi diplomáját 1980-ban szerezte meg a József Attila Tudományegyetemen (jelenleg Szegedi Tudományegyetem).
1980-tól dolgozott – különböző beosztásokban – az MTA Szegedi Biológiai Központ (jelenleg HUN-REN Szegedi Biológiai Kutatóközpont) Biofizikai Intézetében, ahol mentorai kezdetben Keszthelyi Lajos és Ormos Pál voltak. Mintegy 10 évig volt az intézet igazgatóhelyettese, jelenleg ugyanitt tudományos tanácsadó.
Hosszabb tanulmányutakon járt a Max Planck Biofizikai Intézetben (Frankfurt, Németország), illetve a University of California San Francisco (San Francisco, USA), és a Philipps University (Marburg, Németország) egyetemeken. A Magyar Tudományos Akadémia kandidátusi fokozatát 1988-ban, az MTA doktora címet pedig 1999-ben szerezte meg fizika (biofizika) témakörben. 

## Tudományos munkássága
Kutatómunkájának kezdeti éveiben a bioenergetikában alapvető szerepet betöltő membránfehérjék molekulán belüli töltéstranszportjának három dimenzióban történő követésére kísérleti módszert dolgozott ki, amelyet elméletileg is sikerült megalapoznia. A módszert a világ több kutatólaboratóriuma is átvette. 
A fehérjék lehetséges bioelektronikai alkalmazásainak kutatásával az elsők között foglalkozott. Javaslatot tett a bakteriorodopszin és más fotokróm fehérjék integrált optikai alkalmazására, ami új irányvonalat nyitott a biofotonikában. Kimutatta, hogy a kedvező nemlineáris optikai tulajdonságokkal rendelkező fehérjealapú vékonyrétegek a jelenlegi csúcstechnológiát jelentő megoldásoknál nagyjából egy nagyságrenddel gyorsabb, szubpikoszekundumos fotonikai kapcsolóként működtethetők. Az eredményein alapuló találmányt [Light-driven integrated optical device (US 6,956,984 B2)] 2005-ben jegyezték be az Amerikai Szabadalmi Hivatalban. 
Kutatásai során behatóan tanulmányozta a vízszerkezet fehérjedinamikai szerepét is. Az ezzel kapcsolatos, több mint egy évszázados probléma (Hofmeister-effektus) megoldására – a fehérje-víz határfelületi feszültség mint központi termodinamikai paraméter bevezetésével – olyan elméleti modellt állított fel, amely magyarázatot ad a Hofmeister-effektus változatos megjelenési formáira. A modellt azóta további kísérleti és elméleti eredményekkel támasztotta alá. 
Az utóbbi időben – munkatársaival közösen – olyan újszerű chiplaboratóriumi modellrendszerek fejlesztésébe kezdtek, amelyek lehetővé teszik pl. a soksejtű élőlények szerveit elválasztó biológiai határrétegek komplex biofizikai vizsgálatát, beleértve a sejtrétegek elektromos ellenállásának, transzporttulajdonságainak és zéta-potenciáljának mérését állandó keringetés és optikai (mikroszkópos) megfigyelés mellett.
Megmutatták, hogy a Nobel-díjas Anton Zeilinger által kidolgozott, kvantuminterferencián alapuló leképezési módszer – alkalmas módosítások segítségével – biológiai mikroszkópiára is adaptálható.
Legújabb eredményei közé tartozik, hogy különféle fiziológiai idősorok (pl. mozgási aktivitás és szívritmus) alapvető statisztikai jellemzőit határozták meg munkatársaival együtt, egyúttal a jelek kiértékelésére újszerű módszereket dolgoztak ki, amelyek orvosdiagnosztikai alkalmazása prognosztizálható.

## Oktatási és tudományos közéleti tevékenysége
Évtizedek óta aktív szerepet játszik a hazai tudományos közéletben, az MTA Biofizikai bizottságának társelnöki és a Magyar Biofizikai Társaság alelnöki pozícióját is betöltötte. Társelnöke az SZTE Fizika BSc és Molekuláris Bionikus mérnök BSc záróvizsga-bizottságának, törzstag az SZTE Fizika Doktori Iskolájában és témavezető az SZTE Multidiszciplináris Orvostudományok Doktori Iskolában. 
A magyarországi bioelektronikai iskola megteremtésében és a tárgy hazai oktatásának elindításában vezető szerepet játszott. E témakörben rendszeres egyetemi előadásokat tart a Szegedi Tudományegyetemen és a Semmelweis Egyetemen. Számos szakdolgozó és PhD-hallgató témavezetője volt.
Helyi és országos szintű ismeretterjesztő előadásokat tartott, pl. az MTV2 „Tudásakadémia” c. sorozatának, valamint az „Eötvös 100 emlékév” akadémiai nyitórendezvényének előadójaként. A Nemzeti Tudósképző Akadémia mentoraként részt vesz középiskolás és egyetemista diákok tehetséggondozásában is.

## Szervezeti tagságai
MTA Biofizikai Osztályközi Tudományos Bizottság (szavazati jogú tag)
MTA Szegedi Területi Bizottság (tag)
MTA Fizikai Tudományok Osztálya Doktori Bizottság (póttag)
Magyar Biofizikai Társaság (elnökségi tag)
American Biophysical Society

## Szerkesztő tevékenységei
- Biosensors[27]
- Journal of Biological Physics and Chemistry[28]
- Fluctuation and Noise Letters[29]

## Elismerései
- MTA Ifjúsági Díj (Magyar Tudományos Akadémia Elnöksége): 1987 
Qualitas Biologica Díj (Straub Örökség Alapítvány): 1999 
MTA Fizikai Díj (Magyar Tudományos Akadémia Fizikai Osztálya): 2002
Straub-plakett (Straub Örökség Alapítvány): 2006 
Akadémiai Díj (Magyar Tudományos Akadémia Elnöksége): 2014[30] 
A Magyar Érdemrend tisztikeresztje (Magyarország Köztársasági Elnöke): 2024[31]